# Rytířská jeskyně
Rytířská jeskyně leží na jižním svahu v Suchém žlebu v Moravském krasu. Jedná se o jeskynní hrad, který byl obýván ve středověku.

## Historie
Jeskyně byla obydlena už od pravěku. Vzhledem k velikosti se jednalo o příhodné místo. Ve středověku zde byl vybudován jediný jeskynní hrad v Česku. Žádné písemné zmínky se však nedochovaly a archeologický průzkum datoval jeho vznik do 13. století. Funkce hradu byla pravděpodobně bezpečnostní a strážní. Zánik je kladen do 15. století, kdy došlo k opuštění jeskyně.

## Popis
Jeskyně má výšku 17 a šířku 13 metrů. Na vstupu do jeskyně jsou zachovány zřetelné pozůstatky zdiva. Je zřejmé, že hrad neměl žádnou sídelní funkci, protože se zde nenachází zdroj pitné vody, žleb je bezvodý. Vzhledem k nálezům šipek, které svědčí o nějakém vojenském střetnutí, se dá uvažovat o jeho strážní funkci.